# Anelija Nunewa
Anelija Dułczewa Nunewa, przez pewien czas używała nazwiska Weczernikowa (bułg. Анелия Дулчева Нунева (Вечерникова); ur. 30 czerwca 1962 w Bjałej) – bułgarska sprinterka.
Nunewa w 1986 została wicemistrzynią Europy w biegu na 100 metrów oraz zdobyła na tych samych zawodach brązowy medal w sztafecie4 × 100 metrów. Na igrzyskach olimpijskich w Seulu biegła w finale, w trakcie biegu doznała jednak kontuzji i przekroczyła metę jako ostatnia. Była jedną z faworytek, tym bardziej że w tym samym roku ustanowiła rekord życiowy – 10,85 s w biegu na 100 m było wówczas trzecim najlepszym wynikiem na świecie.
Trzykrotna srebrna medalistka Halowych Mistrzostw Europy w biegu na 60 metrów (1984, 1987 oraz 1992). Na tym samym dystansie wywalczyła srebro Halowych Mistrzostw Świata (Indianapolis 1987).
Do dziś jest rekordzistką Bułgarii w biegach na 200 (22,01 s – 1987) oraz 60 metrów (7,03 s – 1987).
Podczas kariery mierzyła 170 centymetrów wzrostu i ważyła 62 kilogramy.